# Tricholoma muricatum
Tricholoma muricatum är en svampart som beskrevs av Shanks 1996. Tricholoma muricatum ingår i släktet musseroner och familjen Tricholomataceae.   Inga underarter finns listade i Catalogue of Life.

## Bildgalleri

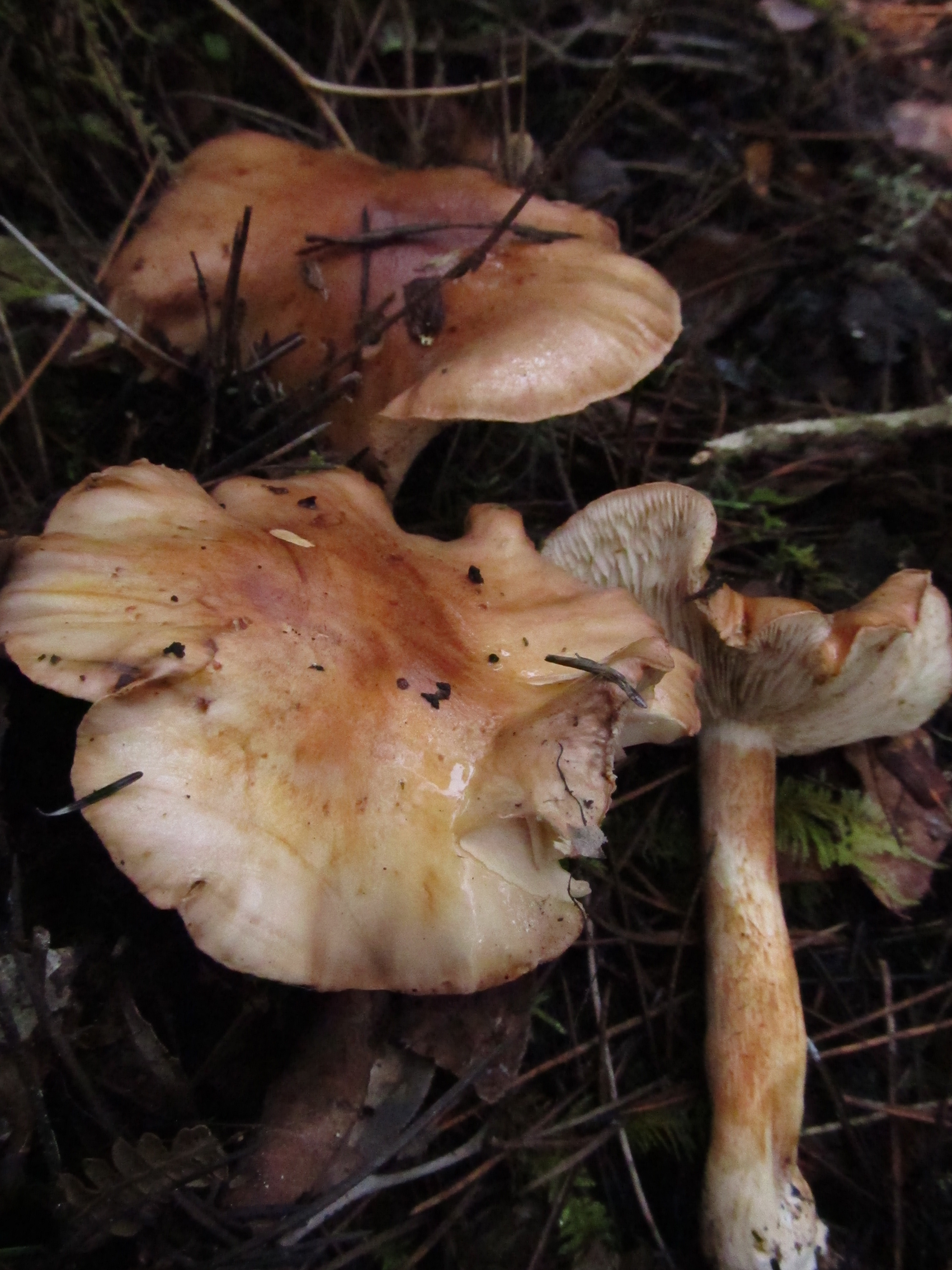